# Барбельрот
Барбельрот (нем. Barbelroth) — община в Германии, в земле Рейнланд-Пфальц. 
Входит в состав района Южный Вайнштрассе. Подчиняется управлению Бад Бергцаберн.  Население составляет 586 человек (на 31 декабря 2010 года). Занимает площадь 4,05 км².